# Svarthakad myrfågel
Svarthakad myrfågel (Hypocnemoides melanopogon) är en fågel i familjen myrfåglar inom ordningen tättingar.

## Utbredning och systematik
Svarthakad myrfågel delas in i två underarter:
- H. m. melanopogon (inklusive occidentalis[4]) – förekommer från östra Colombia till Guyanaregionen och norra Brasilien norr om Amazonfloden
- H. m. minor – förekommer i södra och centrala Amazonområdet i Brasilien

## Status
Arten har ett stort utbredningsområde och beståndet anses vara stabilt. Internationella naturvårdsunionen IUCN listar den därför som livskraftig (LC).